# Johannes Laurentij
Johannes Laurentij, född troligen i Uppsala, men årtalet är okänt, död 1643, var rector cantus (director musices) i Uppsala från 21 november 1638 tills han degraderades till skolnotarie 1638.